# Прозоровский, Иван Иванович
Князь Иван Иванович Прозоровский (1754—1811) — генерал-поручик из рода Прозоровских, сын генерал-аншефа И. А. Прозоровского, шурин фельдмаршала А. В. Суворова.

## Биография
В военную службу был записан 1 января 1766 года в Архангелогородский пехотный полк подпрапорщиком. В 1768 году был произведён полковым адъютантом, 7 декабря 1769 года — в секретари иностранных дел в штаб генерал-фельдмаршала князя А. М. Голицына, приходившемуся ему дядей. В 1770 году произведён флигель-адъютантом.
В 1771 году, за усердную и похвальную службу, был произведён секунд-майором и определён в Рязанский карабинерный полк. С 12 апреля 1772 года — генерал-адъютант в штабе А. М. Голицына. Принял участие в русско-турецкой войне 1768—1774 годов. В 1776 году (26 февраля) пожалован полковником и назначен формировать Черниговской легкоконный полк; 24 ноября 1780 года по старшинству пожалован бригадиром и остался при том же полку, с которым в 1783—1784 годах находился в Польше. 28 июня 1783 года по старшинству пожалован генерал-майором. С 1792 года — генерал-поручик.
В конце XVIII века архитектором М. Ф. Казаковым переделывался для И. И. Прозоровского дом в Москве, на Большой Полянке (на месте нынешнего дома № 1/3), которым до этого владел аптекарь И. М. Вольф.

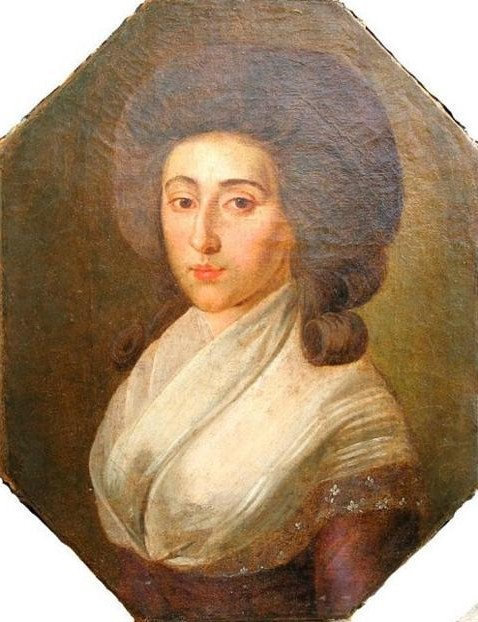
Татьяна Михайловна Прозоровская, жена

Похоронен в усыпальнице князей Голицыных (Михайловская церковь) в Донском монастыре (его надгробие и место могилы в усыпальнице князей Голицыных утеряны).

## Семья
Его брат Андрей был генерал-майором, сестра Варвара была выдана замуж, в 1774 году, за А. В. Суворова.
Князь Иван Иванович был женат (1792) на княжне Татьяне Михайловне Голицыной (1769—1840), дочери князя М. М. Голицына от брака с баронессой А. А. Строгановой. С 22 августа 1826 года кавалерственная дама ордена Святой Екатерины (малого креста). У единственной их дочери, Анны Ивановны (1803—1828), в браке с князем Юрием Трубецким (ум. 16.08.1850), одним из сыновей князя Ивана Дмитриевича, родилась внучка, Варвара (1828—1901), унаследовавшая дедовские усадьбы Никольское и Кесова Гора.